# Fredonia (Kentucky)
Fredonia es una ciudad ubicada en el condado de Caldwell en el estado estadounidense de Kentucky. En el Censo de 2010 tenía una población de 401 habitantes y una densidad poblacional de 248,92 personas por km².

## Geografía
Fredonia se encuentra ubicada en las coordenadas 37°12′28″N 88°3′42″O / 37.20778, -88.06167. Según la Oficina del Censo de los Estados Unidos, Fredonia tiene una superficie total de 1.61 km², de la cual 1.61 km² corresponden a tierra firme y (0.16%) 0 km² es agua.

## Demografía
Según el censo de 2010, había 401 personas residiendo en Fredonia. La densidad de población era de 248,92 hab./km². De los 401 habitantes, Fredonia estaba compuesto por el 96.76% blancos, el 2.49% eran afroamericanos, el 0% eran amerindios, el 0% eran asiáticos, el 0% eran isleños del Pacífico, el 0% eran de otras razas y el 0.75% pertenecían a dos o más razas. Del total de la población el 0.25% eran hispanos o latinos de cualquier raza.